# История Мари и трёх щенков
«История Мари и трёх щенков» (яп. マリと子犬の物語) — японский фильм режиссёра Рюити Иноматы. Основан на реальных событиях, которые произошли во время землетрясения в японском регионе Тюэцу (яп. 中越地方) префектуры Ниигата в 2004 году и были широко освещены в средствах массовой информации. Первый показ состоялся 8 декабря 2007 года.

## Сюжет
По дороге домой мальчик Рёта и его сестра Ая находят щенка породы сиба-ину, который начинает неустанно следовать за ними. Дети, отец которых ненавидит собак, решают тайно привести щенка в дом. Ая идёт на хитрость и просит у деда, обещавшего выполнить в день рождения любое её желание, в подарок собаку. Дед соглашается и это приводит к ссоре между ним и его сыном, отцом девочки. Тот планирует переехать из родного посёлка Ямакоси в город Нагаока, где дети смогут быстрее добираться до школы, а дед до больницы. Но последний — против.
Ая даёт собаке кличку Мари и та становится неотъемлемой частью их семьи, а для детей, в раннем возрасте оставшихся без матери, — настоящей отдушиной. Через год у неё рождаются трое щенков.
23 октября 2004 года сильное землетрясение полностью разрушает Ямакоси, находившиеся дома Ая с дедом попадают под завал. Мари переносит своих щенков в безопасное место и устремляется на помощь. Разбивая лапы в кровь, она тщетно пытается проникнуть под груды обломков.
Отец и Рёта, находясь в убежище, узнают, что после разрушений их посёлок отрезан от внешнего мира и добраться туда можно только по воздуху. Начинается операция по спасению и эвакуации пострадавших. Мари приводит к месту двоих спасателей, и те извлекают из-под руин дома Аю и её деда, потерявшего много крови. Девочка просит взять в вертолёт собак, но получает отказ. Мари со щенками оставляют в зоне бедствия, где она всеми силами пытается заботиться о своём потомстве.
Страдая от разлуки со своими питомцами, Ая и Рёта решают отправиться в Ямакоси и спасти Мари. По пути дети сталкиваются с непреодолимыми препятствиями и трудностями, а травма и болезнь Аи сводят их усилия на нет. Рёта напуган и не знает, что делать. Узнав о пропаже детей, отец отправляется вслед за ними, и с трудом находит их.
После спада сейсмической активности каждая семья получает возможность отправить на вертолёте одного человека, чтобы оценить последствия стихии и собрать личные вещи. Зная историю Мари, некоторые люди из временного приюта отказываются от своих мест и уступают их Ае и Рёте, которые летят с отцом в посёлок. После продолжительных поисков уже отчаявшиеся люди находят одного из щенков, а затем и Мари с остальными малышами, и ко всеобщей радости жителей забирают их с собой.
В 2005 году семья вместе с собаками переезжает во временное жильё, жизнь возвращается в нормальное русло.

## В ролях
| Актёр            | Роль                         |
| ---------------- | ---------------------------- |
| Мао Сасаки       | пятилетняя Ая Исикава        |
| Рёхэй Хирота     | старший брат Аи Рёта Исикава |
| Эйитиро Фунакоси | отец детей Юити Исикава      |
| Кэн Уцуи         | дедушка Аи и Рёты            |